# Das Schwarze Meer
Das Schwarze Meer (russisch Чёрное море, Tschornoje more) ist ein Opernlibretto des sowjetischen Schriftstellers Michail Bulgakow, dessen Bearbeitung der Autor am 18. November 1936 abschloss. 1937 arbeitete der sowjetische Komponist Sergei Iwanowitsch Potozki an der Oper Das Schwarze Meer nach Bulgakows Libretto. 1988 wurde der Text im Moskauer Verlag Rossijskaja knischnaja palata publiziert.
In den Jahren 1934–1939 schuf Bulgakow als literarischer Berater des Bolschoi-Theaters insgesamt vier solcher Libretti, von denen lediglich Rachel mit der Musik von Reinhold Glière 1947 zur Aufführung gelangte.

## Inhalt
1920 wurden in einer Entscheidungsschlacht während des Russischen Bürgerkrieges die Weißen unter Baron Wrangel von den Roten an der Landenge von Perekop geschlagen. Nach dem Fall der Festung Perekop wurde der Weg auf die Krim für die Bolschewiken frei. Die Weißen wurden über das Schwarze Meer in Richtung Konstantinopel vertrieben.
In ihrer Simferopoler Wohnung leistet die Sängerin Olga Bolotowa dem verwundeten kommunistischen Kommandeur Andrej Maritsch Erste Hilfe. Maritsch kann seine Flucht vor den Weißen fortsetzen. Oberst Maslow, Chef der Spionageabwehr der Weißen, ist Maritsch auf den Fersen und betritt mit seinen Leuten die Wohnung der Sängerin. Weil Olga Bolotowa ihre humanitäre Hilfe leugnet und die Indizien gegen sie sprechen, wird die an Typhus erkrankte Frau nach Sewastopol mitgenommen und gefoltert. Olgas Mann, der Maler Alexej Bolotow, während des Vorfalls außer Haus, bemüht sich vergeblich bei weißen Offizieren um die Freilassung seiner als Kommunistin verdächtigten Frau und dringt bis zu Wrangel vor. Der verweist den Bittsteller an seinen Adjutanten Schatrow. Letzterer ist in Zivilkleidung geflohen. Der verzweifelte Maler zieht Schatrows Uniform an und findet im Gebäude der Spionageabwehr in Sewastopol bei Oberst Maslow seine Frau und Maritsch vor. Alexej Bolotows schießt Maslow nieder und kann mit den beiden Inhaftierten fliehen. 

## Rezeption
Schröder schreibt im Januar 1996: Zwar habe Bulgakow Alexander Malyschkins Erzählung Der Fall von Dair als Vorlage für sein Libretto genommen, aber im Gegensatz zu Malyschkin Heldenverherrlichung möglichst vermieden.

## Deutschsprachige Ausgaben
Verwendete Ausgabe:
- Das Schwarze Meer. Oper in sieben Bildern. Aus dem Russischen von Renate und Thomas Reschke. Nachdichtungen von Waldemar Dege. S. 155–178 in: Ralf Schröder (Hrsg.): Bulgakow. Peter der Große. Filmszenarien. Libretti. (= Bd. 12.2 Gesammelte Werke, 13 Bde.) Verlag Volk & Welt, Berlin 1996. ISBN 3-353-00953-1